# Craig Perry
Craig Perry es un productor de películas fundador de Practical Pictures, y por formar una compañía productora con su colega Warren Zide llamada Zide/Perry Entertainment, Su primera película como productor fue Equipo Mortal, luego las taquilleras American Pie y Destino final, más tarde Como perros y gatos, y Las novias de mi novio. Luego en 2003 Destino final 2, Destino final 3 y Destino final 4.

## Filmografía
- Destino final (2000) de James Wong
- American Pie 2 (2001) Producción
- Como perros y gatos (2001) Producción
- Repli-Kate (2002) Producción
- Destino final 2 (2003) de David R. Ellis
- Destino final 3 (2006) de James Wong
- Destino final 4 (2009) de David R. Ellis
- Destino final 5 (2011) de Steven Quale

- Datos: Q5790513